# Desmond Titterington
Desmond Titterington (n. 1 mai 1928, Comitatul Down, Irlanda de Nord – d. 13 aprilie 2002, Dundee, Scoția) a fost un pilot englez de Formula 1 care a evoluat în Campionatul Mondial în sezonul 1956.